# 윤승길
윤승길(尹承吉, 1540년 10월 18일 - 1616년 11월 21일)은 조선시대 중기의 문신, 정치인이다. 본관은 해평(海平)으로 자(字)는 자일(子一), 호는 남악(南岳) 또는, 남악(南嶽), 시호는 숙간(肅簡)이다. 사헌부감찰 윤홍언(尹弘彦)의 아들이다.
1561년(명종 16) 사마시에 합격하고, 1564년 식년문과에 병과로 급제하여 정자ㆍ장령 등을 역임했다. 동서분당 때 동인의 당원이 되었고, 1592년(선조 25) 임진왜란이 일어나자 구성부사로 재직 중 병사모집과 군량미 조달에 공을 세웠으며 강원도 관찰사로 병사 훈련에 공을 세웠다. 1605년(선조 38) 선무원종공신(宣武原從功臣)에 녹훈되었으며 1609년 해선군(海善君)에 봉해졌다. 관직은 숭정대부 의정부좌참찬 겸 판의금부사에 이르렀고, 사후 좌찬성에 증직되었다가 영의정으로 거듭 증직되었다. 당색으로는 동인, 북인이다.

## 생애

### 젊은 시절
남악 윤승길은 1540년 10월 18일에 태어났다. 군기시첨정 윤훤(尹萱)의 증손으로 할아버지는 이조판서로 좌찬성, 특증 영의정에 추증된 윤은필(尹殷弼)이고, 아버지는 사헌부감찰 증 영의정 윤홍언(尹弘彦)이다. 어머니는 보성군의 손자 장림수(長臨守) 이순민(李舜民)의 딸로서 전주이씨이다. 동생은 영의정을 지낸 문숙공(文肅公) 윤승훈(尹承勳)이다.

### 관료생활 초반
윤승길은 1564년(명종 19) 문과에 급제하여 승문원정자(承文院正字), 장령(掌令) 등 여러 청요직을 역임했다. 1575년 인순왕후가 죽자 산릉도감을 겸직하다가 사헌부장령이 되었다. 동서분당 때는 형 윤승훈과 함께 동인에 가담하였다. 그 뒤 여러 벼슬을 거쳐 구성부사(龜城府使)로 부임하였다.

### 임진왜란 이후
1592년(선조 25) 임진왜란이 일어나자 구성부사로서 병사 모집과 군량미 조달, 수송에 공을 세우고 1593년 강원도관찰사에 올랐다. 강원도 관찰사로 전란에 시달리는 백성을 구휼하고 장정을 뽑아 기효신법(紀效新法)으로 훈련을 시켜 명나라 지휘관으로부터 높은 평가를 받았다.
이어 평안도관찰사를 거쳐 형조판서가 되었고 전란 종결 후 동인이 남인과 북인으로 분당되자 북인이 되었다. 1600년(선조 33) 형조판서 겸 도총관에 올랐으며, 같은 해 자신의 딸을 선조의 일곱째 서자 인성군 공(仁城君珙)과 혼인시켰다. 이후 한성부 우윤이 되었다가 동지의금부사(同知義禁府事)를 겸직하고, 좌참찬을 역임하였으며 뒤에 해선군(海善君)에 봉해졌다.
1603년 자헌 대부(資憲大夫)로 승진하여 형조판서가 되고 1605년(선조 38) 선무원종공신(宣武原從功臣)에 녹훈되었으며, 광해군 즉위 후 선조실록의 편수관의 한사람으로 참여하였다.

### 광해군 치세기간 중
1609년(광해군 1) 해선군(海善君)에 봉해졌다. 1612년 의정부좌참찬으로 재직 중 숭정(崇政)으로 승진하였다. 그해 11월 겸판의금에 임명되었다. 그 뒤 임해군의 옥사에 참여한 공로로 1613년 익사공신(翼社功臣)으로 녹훈되고 숭정대부에 올라 좌참찬으로 판의금부사를 겸임하였다. 그해 기로소에 입사하였다.
그는 사위 인성군 이공(仁城君 李珙)이 선조의 서자였으나, 왕실의 일에 관여하지 않고 관심도 두지 않았다 한다. 한편 선조는 그의 인물평에 대해 '그는 사람이 교만하고 너무 강직한 것이 병통이다(其爲人驕亢 病也)'라고 하였다. 조선왕조실록 광해군 일기에 의하면 그는 친구가 없었다고 한다. 동생 윤승훈(尹承勳)은 당론(黨論)을 주장하여 빈객이 많았는데 윤승길은 교제하는 자가 한 사람도 없었다(弟承勳主黨論多賓客 而承吉一無所交)는 것이다.
1616년(광해군 8) 10월 병석에 누웠다가 11월 21일 사망하였다. 그가 병사하자 조정에서는 예관과 조관을 보내 장례를 치렀다. 당시 향년 77세였다.

### 사후
광해군일기에 의하면 그는 숭정, 겸판의금에 임명된 기록이 나타나나 후일 그의 묘비문에는 자헌대부 의정부좌참찬으로 수록되었다. 또한 시호가 내려지지 않아 증시 뒤에는 2자의 글자가 비어 있다.
시호는 숙간(肅簡)이며, 1675년 5월 왕자군의 장인으로 추은되어 증 숭록대부 의정부좌찬성에 추증되었다가 다시 선무원종공로로 다시 증 의정부영의정에 추증되었다. 숙종 때 1676년 백호 윤휴의 주청으로 의정부영의정에 추증되고, 다시 윤휴가 시장을 올려 1680년(숙종 6년) 3월 숙간(肅簡)의 시호가 증시로 내려졌다. 묘소는 경기도 양평군 용문면 조현리 산30-1에 안장되었다. 신도비는 병조참판을 지낸 이서우(李瑞雨)가 썼다.

## 영정
그의 영정은 임해군 역모 사건 처리 직후에 그려진 것으로 임해군 옥사 위관인 익사공신 관련 영정과 자료는 대부분 폐기, 소실되었으나 그의 영정은 후손들이 특별히 왕실에 요구하여 받아와 여주군 점동면 사곡리에 사당에 봉안해왔다.

## 논란
왕조실록에 의하면 숭정대부에 오른 기록이 있으나 후에 그의 후손들은 묘비를 자헌대부 의정부좌참찬 겸 지춘추관 의금부사로 기록하였다.

## 가계
- 조부 : 윤은필(尹殷弼)
  - 부친 : 윤홍언(尹弘彦, 1503 ~ 1584)
  - 모친 : 이개(李王+豈, 1507 ~ ?) - 장림수(長臨守) 이순민(李舜民)의 딸[1]
    - 형 : 윤승경(尹承慶, 1523 ~ 1583)
    - 누나 : 윤여정(尹女貞, 1524 ~ ?)
    - 누나 : 윤여옥(尹女玉, 1526 ~ ?)
    - 누나 : 윤여종(尹女終, 1528 ~ ?)
    - 누나 : 윤여순(尹女順, 1529 ~ ?)
    - 여동생 : 윤애옥(尹愛玉, 1542 ~ ?)
    - 여동생 : 윤애정(尹愛貞, 1543 ~ ?)
    - 여동생 : 윤애종(尹愛終, 1545 ~ ?)
    - 남동생 : 윤승서(尹承緖, 1544 ~ 1602)
    - 남동생 : 윤승훈(尹承勳, 1549 ~ 1611)
    - 여동생 : 윤막순(尹莫順, 1553 ~ ?)
    - 부인 : 박예순(朴禮順, 1548 ~ ?) - 박간(朴諫)의 딸[2]
      - 장남 : 윤신(尹璶, 1568 ~ 1624)
      - 자부 : 김의(金懿)의 딸 경주 김씨
        - 손자 : 윤창원(尹昌遠)
        - 손자 : 윤창립(尹昌立)
        - 손자 : 윤창운(尹昌運, 1601 ~ 1637)
        - 손녀 : 안동 권씨 권심중(權審中)의 처

      - 차남 : 윤미(尹瑂)
        - 손자 : 윤창업(尹昌業)
        - 손자 : 윤창국(尹昌國)
        - 손자 : 윤창환(尹昌煥)
        - 손자 : 윤창현(尹昌顯)
        - 손자 : 윤창계(尹昌啓)

      - 3남 : 윤부(尹璷, 1579 ~ 1637)
      - 자부 : 김신희(金信熙, 1579 ~ ?)[3]
        - 손자 : 윤창안(尹昌顔, 1604 ~ ?)
        - 손자 : 윤창형(尹昌亨, 1613 ~ 1683)
        - 손녀 : 윤수계(尹壽季, 1615 ~ ?)
        - 손녀 : 윤수견(尹壽堅, 1620 ~ ?)

      - 4남 : 윤제(尹璾)
        - 손자 : 윤창언(尹昌言)
        - 손자 : 윤창문(尹昌門)
        - 손자 : 윤창정(尹昌庭)
        - 손자 : 윤창명(尹昌明)
        - 손자 : 윤창세(尹昌世)
        - 손녀 : 초계 정씨 정원첨(鄭元詹)의 처
        - 손녀 : 윤이승(尹以升)의 처
        - 손녀 : 창녕 조씨 조효창(曺孝昌)의 처
        - 손녀 : 광주 안씨 안시철(安時哲)의 전처

      - 장녀 : 해평 윤씨
      - 사위 : 전주 이씨 이변(李忭, 1568 ~ ?)
        - 양외손자 : 이광한(李光漢, 1600 ~ ?)

      - 차녀 : 군부인 해평 윤씨
      - 사위 : 인성군(仁城君) 이공(李珙, 1588 ~ 1628) - 선조의 7남
        - 외손자 : 해평군(海平君) 이길(李佶)
        - 외손자 : 해안군(海晏君) 이억(李億, 1613 ~ 1655)
        - 외손자 : 해원군(海原君) 이건(李健, 1614 ~ 1662)
        - 외손자 : 해령군(海寧君) 이급(李伋, 1615 ~ 1690)
        - 외손자 : 해양군(海陽君) 이희(李僖, 1620 ~ 1682)
        - 외손녀 : 의령 남씨 남수성(南壽星)의 처
        - 외손녀 : 심장경(沈長卿)의 처